# Benzylmercaptan
Benzylmercaptan ist eine chemische Verbindung aus der Gruppe der Thiole.

## Gewinnung und Darstellung
Benzylmercaptan kann durch Reaktion von Benzylchlorid mit Natriumhydrosulfid gewonnen werden.

## Eigenschaften
Benzylmercaptan ist eine luftempfindliche, wenig flüchtige, farblose Flüssigkeit, die praktisch unlöslich in Wasser ist.

## Verwendung
Benzylmercaptan wird als künstlicher Duftstoff und als Zwischenprodukt in der chemischen Industrie verwendet.